# Tim Kaine
Timothy Michael Kaine (Saint Paul, Minnesota, Estats Units, 26 de febrer de 1958) és un polític del Partit Demòcrata dels Estats Units. Actualment, Kaine és el Senador Junior de Virgínia des de 2013. Des de 2006 a 2010, va ser el governador de Virginia i des de 2009 a 2011, va ser el president del Partit Demòcrata. És llicenciat en dret per la Universitat Harvard.
El 22 de juliol de 2016, Hillary Clinton va seleccionar a Kaine per ser el seu company electoral per les eleccions de 2016.